# Intel 8279

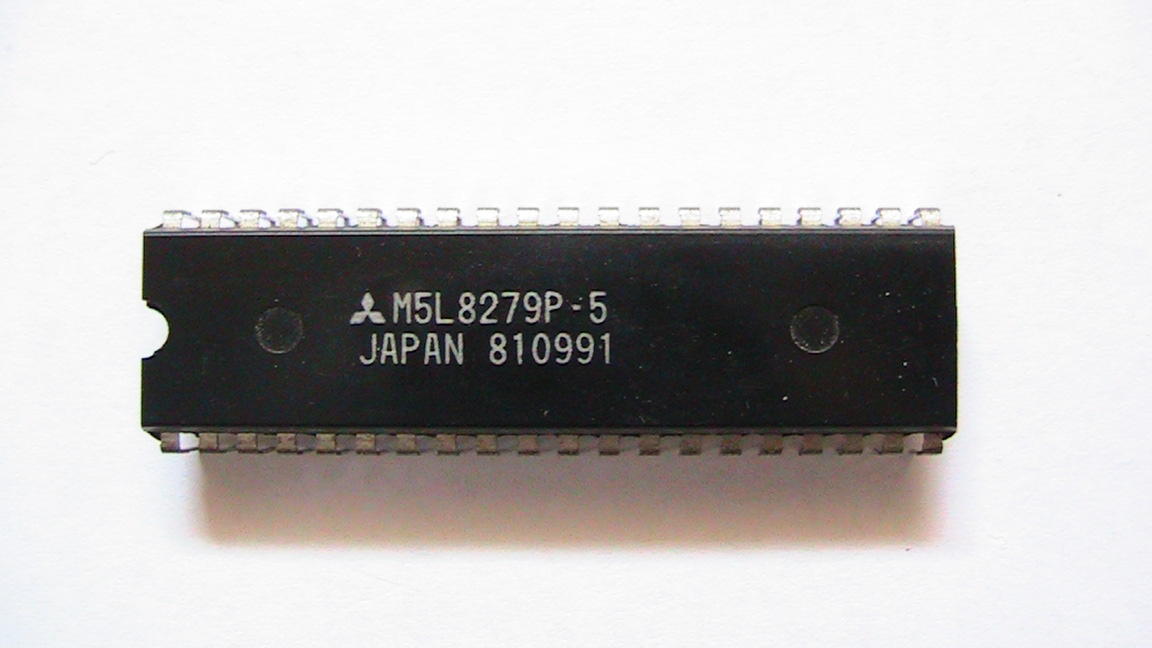
8279P-5 der Firma Mitsubishi

Der Intel 8279 ist ein programmierbarer Tastatur- und Anzeige-Schnittstellenbaustein, der für die Intel-8080/8085- und Intel-8088-Prozessoren entwickelt wurde. Der Baustein wird im 40-Pin-DIL-Gehäuse geliefert. Er wurde u. a. an Mitsubishi, NEC und Siemens lizenziert.
Der Tastaturteil enthält eine Schnittstelle für eine Tastaturmatrix mit bis zu 64 Kontakten. Der Anzeigeteil besitzt eine Schnittstelle im Multiplexverfahren für LED-Anzeigen.